# Gai Fanni Estrabó (cònsol 161 aC)
|  | Per a altres significats, vegeu «Gai Fanni Estrabó». |

Gai Fanni Estrabó (en llatí Caius Fannius Strabo) va ser un magistrat romà del segle ii aC. Formava part de la gens Fànnia, una gens romana d'origen plebeu.
Va ser elegit cònsol l'any 161 aC juntament amb Marc Valeri Messal·la. Durant el seu consolat els retòrics estrangers van ser expulsats de la ciutat de Roma. Fanni va proposat també una Lex Fannia sumptuaria que posava limitacions a les despeses i que va ser aprovada aquell any.